# MUD
MUD (ang. Multi-User Dungeon) – akronim oznaczający komputerowe gry fabularne, które są rozgrywane przez Internet przy użyciu interfejsu tekstowego. Tzw. świat, czyli scenariusz gry i definicje postaci użytkowników, jest umieszczony na serwerze, do którego może być podłączonych wiele osób w tym samym czasie. Po połączeniu gracz steruje swoją postacią przy pomocy zestawu komend i opcji umożliwiających m.in. decydowanie, w którą stronę postać ma się udać lub jaką akcję podjąć. Program obsługujący grę na serwerze wysyła graczom słowne opisy wirtualnego świata gry zgodnie z jej scenariuszem: pomieszczeń, przedmiotów oraz postaci sterowanych przez komputer, zwanych mobami (od ang. mobile – ruchomy), NPC-ami lub po prostu potworami. Gracze mogą wchodzić ze sobą w interakcje za pomocą odpowiednich komend, w tym komunikować się ze sobą np. mówiąc do siebie lub krzycząc.

## Charakterystyka ogólna
Większość MUD-ów toczy się w światach fantasy. Niektóre MUD-y osadzone są w zupełnie odmiennych realiach, np. w klimacie SF czy też postapokaliptycznym. Gracze wcielają się w rycerzy, magów lub inne, typowe dla danej stylistyki świata postacie. Celem gry jest zazwyczaj osiąganie kolejnych poziomów doświadczenia poprzez rozwiązywanie zadań czy też zabijanie potworów.
Większość MUD-ów to przedsięwzięcia niekomercyjne, realizowane jako hobby przez grupy zapaleńców. Największy wzrost popularność MUD-ów nastąpił w USA po 1980 roku, kiedy względnie tanie domowe komputery z modemami umożliwiły łączenie się ze specjalnymi BBS-ami. W Europie rozwój MUD-ów koncentrował się w ośrodkach akademickich, takich jak University of Essex w Colchesterze, uniwersytet w Glasgow, uniwersytet (politechnika) Chalmers w Göteborgu i in.
W MUD-y można grać za pomocą standardowego klienta wykorzystującego protokół telnetu, chociaż istnieje wiele klientów mudowych, posiadających dodatkowe funkcje – np. automatyczne logowanie, definiowane przez użytkownika skróty komend, kolory, automatyczne tworzenie mapy itd., i oddzielających linię komend od ekranu komunikatów serwera. Niektóre z tych klientów dysponują też własnymi protokołami, funkcjonującymi jako nakładki na telnet.
W 1999 roku ukazała się gra zatytułowana Otchłań, która była przeznaczona do rozgrywki jednoosobowej. Twórcy określili ją mianem „single user dungeon” (SUD).

## Mud eXtension Protocol
Jest to protokół używany w MUD-ach, który sprawia, że informacje otrzymywane przez klienta od serwera widnieją w postaci linków, na które można kliknąć, by wykonać daną akcję, bez wpisywania odpowiedniej komendy. MXP bazuje na protokole telnet. By protokół MXP działał, musi być on zaimplementowany zarówno po stronie serwera, jak i klienta.